# 貞久秀紀
貞久 秀紀（さだひさ ひでみち、1957年11月7日- ）は、日本の詩人。

## 略歴
東京都江戸川区生まれ。町田市（8年）、堺市（20年）、大阪府（5年）を経て奈良の生駒山麓に移り住む。大阪府立泉陽高等学校、大阪外国語大学英語学科卒。1997年『リアル日和』で中原中也賞候補、1998年『空気集め』でH氏賞、2018年『具現』で高見順賞受賞。現代詩人会会員。

## 著書
- 『ここからここへ 詩集』編集工房ノア 1994
- 『リアル日和』思潮社 1996
- 『空気集め』思潮社 1997
- 『昼のふくらみ』思潮社 1999
- 『石はどこから人であるか』思潮社 2001
- 『明示と暗示』思潮社 2010
- 『雲の行方』思潮社 2014
- 『貞久秀紀詩集』現代詩文庫 思潮社 2015
- 『具現』思潮社 2017